# MASAKI (ベーシスト)
MASAKI（まさき、本名：倉田 雅貴、1968年12月19日 - ）は、大阪府出身のベーシスト。身長176cm。体重64kg、血液型はAB型。

## 略歴
1993年、JACKS'N'JOKERに加入し、メジャー・デビュー。
1994年、清水昭男（現ANTHEM）、佐々井康雄（現アークストーム）らと共に、SHY BLUE結成。
1997年にアニメタルに参加。トータル100万枚のセールスを記録。同時に未唯mieを迎えて、アニメタル・レディーの活動も展開。その傍らの1998年に、自らリーダーを務めるONIX（オニキス）を結成するも、マキシシングル2枚のみで解散。
2002年から、ルーク篁、雷電湯澤と共にバンドCANTAを結成。
2007年12月、地獄カルテットを結成。
2011年、LIV MOONサポートメンバー入り。11月、DAIDA LAIDAを結成。
2013年7月、テクニカルベーシストレーベル「PSYCHO DAZE BASS」（キングレコード）設立。11月16日、デビュー20周年イベント「東上線沿線の会vol.16 〜MASAKIデビュー20周年スペシャル〜」を新宿BLAZEにて開催。

## 人物
幼少時代、転校に転校を重ねる中、中学1年生の時友人の影響でイエロー・マジック・オーケストラとオフコースにはまり、音楽に目覚める。本人曰く、「中学の時の給食の時間で流れていたビリー・ジョエルを聴いて震えるほど感動して、音楽に興味をもった」らしい。
その後、ジョン・ウェットンやスタンリー・クラーク、スティーヴ・ハリス、ビリー・シーンなどといった、様々なベーシストから影響を受け、両手10本の指をフル活用した、今のようなテクニカルなスタイルを築きあげる。学生時代は1日8時間はベースを弾いていたという。
「ベースでギターを殺す」ことを常に目標としており、速さはもちろん、ピッキングの正確さやリズムなどに対し決して妥協せず、ライブ等で相手のギタリストを殺す（速弾きを得意とするギタリストに対し、それ以上の速さでベースを弾くなどの意味合い）という。
多数の弟子を抱えており、村井研次郎やNAOTO（STORM RIDER）、華凛（NoGoD）などといったテクニカル・ベーシストが居る。独学でベースの研究、海外でもライブを行っている。BiSHにベースを教えている。

## ディスコグラフィー
シングル
- GLITTER（2003年11月14日）

アルバム
- MODERN DAY CROSSOVER（徳間ジャパンコミュニケーションズ）（1999年9月22日）
- UNIVERSAL SYNDICATE（エイベックス・ミュージック・クリエイティヴ）（2006年3月23日）
- PSYCHO DAZE BASS（キングレコード）（2013年7月10日）
- PIT-LOW2（キングレコード）（2018年11月8日）
- BASSTARIAN（キングレコード）（2023年10月4日）

## 著書
- 地獄のメカニカル・トレーニングフレーズ（リットーミュージック）
  - 〜史上最凶トレーニングで修行せよ〜（2006年3月）
  - 〜凶速DVDで特殺DIE侵略編〜（2007年3月）
  - 〜破壊と再生のクラシック名曲編〜（2008年9月）

## 影響を受けた主なベーシスト
- ビリー・シーン
- スティーヴ・ハリス
- ジョン・ウェットン
- ジャコ・パストリアス
- スタンリー・クラーク
- ロバート・トゥルヒーヨ
- ゲディー・リー
- クリス・スクワイア
- トニー・レヴィン
- スチュアート・ハム
- ブライアン・ブロンバーグ
- ランディー・コーヴェン[1]
- フリー
- ジェフ・バーリン
- ピノ・パラディーノ
- ジョン・ギブリン
- エイブラハム・ラボリエル
- ラリー・グラハム
- チャック・レイニー
- マーカス・ミラー
- ヴィクター・ウッテン